# Manlio De Pisa
Manlio De Pisa (Olevano Romano, 6 de maig de 1898 – Roma, 30 de gener de 1991) va ser un militar i mariner italià, oficial de la Regia Marina durant la Segona Guerra Mundial i recordat pel seu paper durant la batalla del cap Matapan.

## Biografia
Va néixer a Olevano Romano el 6 de maig de 1898, fill d'Agapito i Mariangela Milana, en un petit poble a uns 60 quilòmetres de Roma; era el germà petit de Felice (nascut a Olevano Romano el 30 de novembre de 1882), primer oficial de la Regia Marina que va morir durant la Primera Guerra Mundial a bord del dirigible M.2 Città di Ferrara el 8 de juny de 1915, al mar Adriàtic.
Va ingressar a la Reial Acadèmia Naval de Livorno de molt jove i va lluitar durant la Gran Guerra; el juny de 1918, com a sotstinent de vaixell al comandament d'una bateria de 203 mm, va ser condecorat amb la medalla de plata al valor militar pel seu comportament en els enfrontaments prop de Caposile. Va ser oficial d'estat major i a la Reial Acadèmia Naval de Livorno durant la dècada del 1920.
Des d'octubre de 1928 fins a agost de 1929, com a capità de corbeta, va ser segon al comandament del vaixell hidrogràfic Ammiraglio Magnaghi (capità de corbeta Luigi Rubartelli), participant a la campanya hidrogràfica al Mar Roig. Després va passar en 1930-1931 al comandament del destructor Euro que formava part de l'esquadra sota les ordres de l'aleshores capità de fragata Angelo Iachino.
Com a capità de fragata l'any 1935 va ser segon al comandament del creuer pesant Fiume després, durant la crisi d'Etiòpia, va tenir el comandament important de Marina Massaua (del 8 de desembre de 1935 al 7 de gener de 1936) i des del 2 de febrer de 1936 va comandar l'explorador Tigre estacionat al Mar Roig juntament amb les altres unitats de la Divisió Naval de l'Àfrica Oriental Italiana i, com a capità de vaixell, amb antiguitat l'1 de gener de 1937, (després d'un període a la direcció de l'Institut Hidrogràfic de la Marina de Gènova, a partir del 8 gener de 1937 al 9 de juny de 1938), va comandar consecutivament, entre l'1 de setembre de 1938 i el 29 de març de 1941, els creuers lleugers Alberto di Giussano (unitat de bandera de l'almirall Angelo Iachino, comandant de la recentment establerta Divisió de l'Escola de Comandament amb seu a Augusta), Giovanni delle Bande Nere, amb el que va participar en l'ocupació d'Albània el 7 d'abril de 1939, i el creuer pesant Pola (comandament assumit partir del 3 d'agost de 1939).
Després de la declaració de guerra a França i Gran Bretanya, que va tenir lloc el 10 de juny de 1940, sota el comandament del Pola a la 2a Esquadra Naval, va participar en les batalles de Punta Stilo i del Cap Teulada els mesos de juliol i novembre de 1940. El Pola va ser greument danyat al vespre del 14 de desembre de 1940 per un atac aeri britànic mentre estava amarrat al port de Nàpols; també va patir pèrdues a bord i va requerir reparacions importants del casc que van durar fins al febrer de 1941.
Encara al comandament del Pola, va participar en la batalla del cap Matapan entre el 27 i el 29 de març de 1941. El Pola va ser torpedinat i greument danyat per un avió britànic Fairey Albacore a les 19:50 del 28 de març, quedant completament immobilitzat i indefens a causa del tall d'energia elèctrica i amb la quilla trencada. Per rescatar el creuer, tota la 1a divisió de l'almirall Carlo Cattaneo va invertir el rumb i es va traslladar al lloc del torpedinament, però en caure la foscor la flota britànica, assistida pel radar, va llançar un atac a boca de canó a les 22:30. Durant el breu bombardeig que va seguir, la formació italiana va quedar gairebé completament destruïda amb l'enfonsament de dos creuers pesats (el Fiume i el Zara) i dos destructors (l'Alfieri i el Carducci), provocant la gran derrota que va patir la Regia Marina durant la Segona Guerra Mundial.
No implicat en la batalla, el Pola va ser abordat per destructors britànics a les primeres hores del 29 de març i després enfonsat a les 04:00 amb un torpede, després de ser evacuat per la tripulació.
De Pisa, amb 256 membres més de la tripulació del vaixell, va ser transbordat i fet presoner pel destructor britànic HMS Jervis i va ser internat a Egipte i l'Índia fins a principis de 1945, quan va ser repatriat. Uns 400 homes més del vaixell van ser recollits al mar pels vaixells britànics durant el matí i portats a Alexandria.
El 1946 va ser convocat a declarar davant la Comissió Especial d'Investigació sobre la pèrdua del Pola; la comissió va concloure que l'oficial "havia fet tot el possible per provocar l'enfonsament del seu vaixell i la seguretat del personal", però la seva carrera militar va acabar efectivament, sent posat en excedència amb el grau de contraalmirall.
Casat amb Theresia De Angelis (coneguda com Thea, nascuda a Roma el 9 de juny de 1906 i morta allà el 12 d'agost de 1997), una infermera de la Creu Roja que va conèixer el 1928 a Eritrea amb qui va tenir tres filles, després de la guerra va viure a Roma sense participant alguna vegada en commemoracions o trobades de veterans. Va morir a Roma el 30 de gener de 1991, als 92 anys.

## Condecoracions
Medalla de Plata al Valor Militar (22 de setembre de 1918)
 Medalla de Plata al Valor Militar (30 d'octubre de 1941)
 Creu de Guerra al Valor Militar (30 d'octubre de 1940)
 Medalla commemorativa de la guerra 1915-1918
 Medalla commemorativa de la Unitat d'Itàlia
 Medalla commemorativa italiana de la Victòria de 1918